# ブラッド・パラダイス
『ブラッド・パラダイス』（原題：Turistas, イギリス・アイルランドでは、Paradise Lost）は、2006年のアメリカ映画。日本では劇場公開されず、2009年2月6日にDVDが発売された。

## あらすじ
ブラジルにやって来た8人のバックパッカーが乗っていたバスが崖から転落。全員無事であったが、次のバスが来るまで待っていると、通りがかりの女性2名がヤシの実のジュースを飲んでいるのを見つけ、聞くと直ぐ近くで販売しているとのことだった。
行ってみるとそこは、今まで見たこともないような美しい砂浜で、バスが来るまで滞在することに決める。ビーチにいる現地の人々は陽気で気さくで直ぐに仲良くなり、夜まで一緒に踊り飲み明かす。
しかし、それは罠だった。バックパッカーに振舞われたお酒には薬が仕込まれていた。翌朝、荷物や貴金属類、靴までも身ぐるみ剥がされた状態で目を覚ます。裸同然の若者達8人は歩いて町に向かうが、街の住民の子供達が自分達の物を、身に着けていた。子供を追いかけているうちに、怪我をさせてしまい、住民と一触即発状態になった時、昨夜、ビーチで知り合ったキコと言う青年に助けてもらう。
街は危険だというキコに案内され、人里はなれた山の中の叔父の家に案内してもらっている途中、キコは大怪我を負ってしまう。後１０分程だという叔父の家、実は臓器密売組織による臓器摘出のアジトで・・・

## キャスト
| 役名       | 俳優                   | 日本語吹替 |
| ---------- | ---------------------- | ---------- |
| アレックス | ジョシュ・デュアメル   | 三木眞一郎 |
| プルー     | メリッサ・ジョージ     | 岡本麻弥   |
| ビー       | オリヴィア・ワイルド   | 木下紗華   |
| エイミー   | ボー・ギャレット       | 浅野まゆみ |
| フィン     | デズモンド・アスキュー | 斉藤次郎   |
| リーアム   | マックス・ブラウン     | 土田大     |

## 評価
この映画の評判は芳しくなく、 映画レビューサイトRotten Tomatoesでの評価は 16%だった 。
The New York Timesはただのばかげた映画だと酷評をだし、ハリウッド・リポーターでは「最初の方は不安をあおる雰囲気があったが、中盤あたりからだんだん話が破綻していった。」と評された。
しかしながら、San Antonio Express-Newsの映画評論家である Larry Ratliffは衝撃的なまでに素晴らしい映画だと評し、ホラー映画の専門誌であるファンゴリアは、『ホステル』より怖くて面白いとの評価を出した。

### ブラジルでの反応
この映画の舞台となったブラジルでは、この映画における描写ゆえにヒットせず、主演俳優のジョシュ・デュアメルが『ザ・トゥナイト・ショー・ウィズ・ジェイ・レノ』出演時に、ブラジル政府及び国民に向けて謝罪し、ブラジルへの観光を思いとどまらせる意図はなかったことを話した 。
ブラジル政府の旅行エージェンシーであるEmbraturは、この映画が北米で酷評をもらって本当によかったと話した。